# 1-Ethylpyridiniumbromid
1-Ethylpyridiniumbromid ist ein weißes, kristallines Salz, das Anwendung in der Holzbehandlung findet und als Ausgangsstoff für ionische Flüssigkeiten dient.

## Geschichte
1951 beschrieben Hurley und Wier eine Mischung aus 1-Ethylpyridiniumbromid und Aluminiumchlorid aus der Aluminium abgeschieden werden kann. Bei dieser Mischung handelt es sich um die erste ionische Flüssigkeit, der eine Anwendung in der Metallabscheidung zukommt.

## Gewinnung und Darstellung
1-Ethylpyridiniumbromid kann in einer Quarternisierungsreaktion zwischen Pyridin und Bromethan gewonnen werden.

## Eigenschaften
1-Ethylpyridiniumbromid ist hygroskopisch. Gemischt mit Aluminiumchlorid bildet es zwei Eutektika aus. Im Verhältnis 2:1 (EtPyBr:AlCl3) liegt der Schmelzpunkt bei 45 °C, im Verhältnis 1:2 bei −40 °C.

## Verwendung
1-Ethylpyridiniumbromid wird für die Behandlung verschiedener Hölzer untersucht. Mischungen mit Aluminiumchlorid können als Reaktionsmedium für elektroinitiierte Friedel-Crafts-Transalkylierungen und für die Elektrodeposition von Aluminium verwendet werden. 
1-Ethylpyridiniumbromid wird als Substrat für die Synthese verschiedener Ethylpyridinium-basierter ionischer Flüssigkeiten verwendet.